# Hertog Jan Oud Bruin
Hertog Jan Oud Bruin was een Nederlands bier van lage gisting.
Het bier werd gebrouwen in de Hertog Jan Brouwerij, te Arcen. Het was een bruin bier, type oud bruin, met een alcoholpercentage van 2%.
Vanwege productie- en marketingtechnische redenen wordt dit bier niet meer gebrouwen.